# Crofton, Hampshire
Crofton var en civil parish från 1894 till 1932 då den blev en del av Fareham, i grevskapet Hampshire, i England. Civil parish var belägen 14 km från Southampton och hade 2 030 invånare år 1931. Byar nämndes i Domedagsboken (Domesday Book) år 1086, och kallades då Croftone.